# 伊尼亚平
伊尼亚平是巴西米纳斯吉拉斯州的一个市镇。总面积847.837平方公里，总人口24289人，人口密度28.6人/平方公里。